# WDBJ
WDBJ는 미국 버지니아주의 로어노크를 권역으로 하는 지역 방송국이다. 채널 번호는 7번으로 부채널인 7.1에는 CBS를, 7.2에는 마이네트워크TV를 방송한다. 모회사는 "Schurz Communications"이다.

## 역사
WDBJ는 1955년 3월 31일에 설립되었으며, 10월 3일에 방송을 시작하였다. 개국 이후부터 CBS에 소속되어 있었다. 2004년부터 디지털 보조 채널을 두기 시작했으며, 이 채널은 2006년에 마이네트워크TV 계열에 들어가게 되었다.

## 사건 사고
- 앨리슨 파커와 애덤 워드 총격 사건 : 이 방송국에 소속된 리포터 앨리슨 파커(Alison Parker)와 카메라맨 애덤 워드(Adam Ward)가 생방송을 진행 중 총격으로 사망하였다. 총격의 범인인 베스터 리 플래너건 2세(Vester Lee Flanagan II)는 전 WDBJ의 직원이었다.